# Kościół Chrystusa Króla w Wyszomierzu
Kościół Chrystusa Króla w Wyszomierzu – katolicki kościół filialny zlokalizowany we wsi Wyszomierz w gminie Nowogard, w powiecie goleniowskim (województwo zachodniopomorskie). Jest filią parafii św. Anny w Długołęce.

## Historia i architektura
Sytuowany na planie prostokąta kościół wzniesiony został w XV wieku. Murowany jest z kamieni narzutowych. Szczyt ściany wschodniej jest ceglany, ozdobiony blendami. W XVIII wieku od strony zachodniej dostawiona została drewniana, odeskowana wieża, zwieńczona spiczastym hełmem krytym blachą. W 1903 roku miał miejsce remont kościoła, w trakcie którego dokonano poszerzenia okien. Wewnątrz świątyni, na ścianie zachodniej, znajduje się XIX-wieczna empora chórowa. Nie zachowały się żadne elementy historycznego wyposażenia. Przed kościołem znajduje się czasza romańskiej chrzcielnicy.
Po II wojnie światowej kościół został konsekrowany jako świątynia katolicka w dniu 7 października 1947 roku przez księdza Bogdana Szczepanowskiego TChr.